# Liudprand
Liutprand vagy Liudprand (Pavia, 922 – 972?) latin nyelven író középkori longobárd krónikaíró, Cremona püspöke volt.

## Élete
Előkelő, befolyásos családban született. A paviai királyi udvarban élt, és tanulmányait is itt végezte Provence-i Hugó (924–948), II. Lothár és II. Berengár itáliai király uralma alatt. 949-ben Berengár követeként Bizáncba utazott VII. (Bíborbanszületett) Konstantin császárhoz, és az itt látottak nagyon lenyűgözték; ez később is érződött szemléletén. Visszatérte után ismeretlen okokból összekülönbözött II. Berengárral és feleségével, elhagyta Itáliát, és Ottó német királyhoz menekült, akinél tovább tudta alkalmazni diplomáciai tapasztalatait, történetírói képességeit. 962-ben Ottót Rómában császárrá koronázták, ő pedig cremonai püspökké nevezte ki Liudprandot. Ilyen minőségben 963-ban az uralkodó bizalmasaként részt vett a XII. János pápát elítélő zsinaton, ahol ő olvasta fel Ottó latin nyelvű beszédét. 968-ban ismét Konstantinápolyban járt követként, ezúttal II. Niképhorosznál, akiről rendkívül rossz véleménnyel volt. Hazatérése után püspöksége ügyeivel foglalkozott, és feltehetően 972-ben halt meg.

## Munkássága
Liutprand három történeti művet hagyott az utókorra. 958-ban Frankfurtban kezdte el krónikája megírását, melynek az Antapodosis (Visszafizetés) címet adta, mert abban ki akarta tölteni bosszúját volt urain, Berengáron és feleségén, Willán. Művét, melyben főként Németország, Itália és Bizánc történelméről – és ennek során kalandozó őseinkről is – szól, legkorábban 962-ben fejezhette be. Egy rövidebb alkotás, amely Liber de rebus gestis Ottonis magni imperatoris (Nagy Ottó császár viselt dolgai) címen ismert, befejezetlenül maradt ránk, és Ottó 962-es itáliai bevonulásától V. Benedek 964 nyarán történt megbuktatásáig tárgyalja az eseményeket. A harmadik munka a 968-as konstantinápolyi követjárásról írt beszámoló (Relatio de legatione Constantinopolitana).

## Magyarul
- Liudprand Történeti munkái; ford. Jurkovich Emil, Gombos F. Albin, Gaál Lajos; Athenaeum, Bp., 1908 (Középkori krónikások)
- A Nyugat és Bizánc a 8-10. században / Peter Classen: Nagy Károly, a pápaság és Bizánc. A Karoling császárság megalapítása; ford. Baán István / Michael Rentschler: Cremonai Liudprand. Tanulmány a középkor kelet-nyugati kultúrtörténetéhez; ford. Bódogh Judit / Cremonai Liudprand történeti művei; ford. Süttő Szilárd; Bizantinológiai Intézeti Alapítvány, Bp., 2005 (Varia Byzantina)